# Tore Nathorst-Windahl
Tore Eilert Nathorst-Windahl, född den 5 juli 1886 i Lund, död den 30 juni 1972 i Göteborg, var en svensk trädgårdsman och mykolog. Han var bror till Helge Nathorst-Windahl. Auktorsnamnet Nath.-Wind. kan användas för Tore Nathorst-Windahl i samband med ett vetenskapligt namn inom botaniken; se Wikipediaartiklar som länkar till auktorsnamnet.
Nathorst-Windahl avlade examen vid Alnarps trädgårdsskola 1909 och fortsatte därefter sina studier vid trädgårdsinstitutet i Berlin-Dahlem. Han praktiserade senare i Tyskland, Frankrike och Schweiz och genomförde dessutom studieresor till Österrike, Italien, Belgien och England. Nathorst-Windahl blev trädgårdsdirektör i Göteborgs botaniska trädgård 1916 och var formgivare vid trädgårdens anläggning. Han avgick med pension 1951. Tillsammans med Carl Skottsberg utarbetade Nathorst-Windahl också 1928 ett förslag till ombyggnad av Botaniska trädgården i Visby. Han var hedersledamot i Sällskapet hortikulturens vänner och Göteborgs svampklubb samt korresponderande ledamot i Föreningen svenska trädgårdsarkitekter. Inte minst blev Nathorst-Windahl berömd bland allmänheten som svampkännare då han om höstarna medverkade i Göteborgs Handels- och Sjöfartstidnings svampbyrå. Han blev riddare av Vasaorden 1948. Nathorst-Windahl vilar på Kvibergs kyrkogård i Göteborg.